# (3070) Aitken
(3070) Aitken es un asteroide perteneciente al cinturón de asteroides, descubierto el 4 de abril de 1949 por el equipo de la Universidad de Indiana desde el Observatorio Goethe Link, Brooklyn (Estados Unidos).

## Designación y nombre
Designado provisionalmente como 1949 GK. Fue nombrado Aitken en honor al astrónomo estadounidense Robert Grant Aitken.